# توكانة (أولاد معاشو باريش)
توكانة هو دُوَّار يقع بجماعة راس العين، إقليم اليوسفية، جهة مراكش آسفي في المملكة المغربية. ينتمي الدوّار لمشيخة أولاد معاشو باريش التي تضم 21 دوار. يقدر عدد سكانه بـ 361 نسمة حسب الإحصاء الرسمي للسكان والسكنى لسنة 2004.

## روابط خارجية
- البوابة الوطنية للجماعات الترابية نسخة محفوظة 12 مارس 2018 على موقع واي باك مشين.
- المندوبية السامية للتخطيط